# 3208 Lunn
3208 Lunn eller 1981 JM är en asteroid i huvudbältet som upptäcktes den 3 maj 1981 av den amerikanske astronomen Edward L.G. Bowell vid Anderson Mesa Station. Den är uppkallad efter dansken Borge Lunn..
Asteroiden har en diameter på ungefär 20 kilometer och den tillhör asteroidgruppen Themis.